# Сент-Джозеф (Барбадос)
Сент-Джозеф (англ. Saint Joseph) — приход Барбадоса на восточной стороне острова. На территории прихода находятся два ботанических сада: Цветочный лес и Андромеда.
Высочайшей точкой прихода является холм Чимборасо в одноимённом городе. Также на берегах Сент-Джозефа проводятся ежегодные соревнования по сёрфингу.
Граничит с приходами Сент-Андру на севере, Сент-Джордж на юге, Сент-Джон на юго-востоке и Сент-Томас на западе.